# Alfred Müller-Edler
Alfred Müller-Edler, meist abgekürzt A. M. E. (geboren am 20. Juni 1875 in Wernigerode; gestorben am 21. Februar 1960 in Hamburg-Bergedorf) war ein deutscher Hermetiker, Alchemist und esoterischer Schriftsteller. Er war befreundet mit Gustav Meyrink, der ihn in Der Engel vom westlichen Fenster (1927) als „Baron Müller“ erscheinen ließ.  Müller-Edler lieferte auch Beiträge zu den von Otto Wilhelm Barth herausgegebenen Alchemistischen Blättern.

## Schriften
- Der Schlüssel zum Garten der Hesperiden. In: Hermetische Hieroglyphen. Heft Nr. 1. Osiris, 1956.
- Des Theophrastus Paracelsus Bombast von Hohenheim Chymischer Psalter oder philosophisches Handbuch vom Stein derer Weisen 1522. Chymischer Psalter oder philosophisches Handbuch vom Stein derer Weisen 1522. Nach eines Liebhabers Übersetzung von 1771 neu herausgegeben von Alfred Müller-Edler. Hummel, Leipzig 1937.